# 穆奥尼奥
穆奥尼奥（芬蘭語：Muonio）是芬兰拉普兰区内的一个市镇，位于穆奥尼奥河畔，邻近瑞典边境。